# Kauko Wahlsten
Kauko Wilhelm Wahlsten, född 9 december 1923 i Kymmene, död 9 maj 2001 i Kotka, var en finländsk roddare.
Wahlsten blev olympisk bronsmedaljör i fyra utan styrman vid sommarspelen 1952 i Helsingfors.